# Battaglia di Capo Lizard
La battaglia di Capo Lizard (nota anche col nome di disastro del convoglio del Portogallo) ebbe luogo nel corso della guerra di successione spagnola. Lo scontro ebbe luogo il 21 ottobre del 1707 presso Capo Lizard, in Cornovaglia, tra due squadriglie francesi al comando di René Duguay-Trouin e Claude de Forbin ed un convoglio inglese protetto da una squadriglia al comando del commodoro Richard Edwards.

## La battaglia
Il 20 ottobre 1707 una grande flotta mercantile consistente in 80 - 130 navi inglesi salpò da Plymouth facendo rotta verso il Portogallo per portare rifornimenti necessari alla guerra contro la Spagna. Vi furono assegnate cinque navi di scorta inglesi al comando del commodoro Edwards.
Il giorno successivo presso Capo Lizard le navi inglesi incontrarono 2 squadriglie francesi da 6 navi da guerra ciascuno. Tecnicamente Forbin era l'ufficiale di maggior rango, ma Duguay-Trouin era il più aggressivo, e pertanto le sue navi portarono il primo attacco che subì anche le perdite maggiori, dopo che Forbin ebbe scoperto il convoglio inglese.
Questa battaglia fu la vittoria navale più completa per la Francia; la Cumberland (80 cannoni)  venne attaccata dalla Lys e dalla Gloire e con 200 uomini fuori combattimento dovette arrendersi; anche la Chester (50 cannoni) e alla Ruby vennero catturate, ma la Royal Oak fuggì a Kinsale con alcuni mercantili. La Devonshire (80 cannoni) si difese per diverse ore contro sette navi da guerra francesi sino a quando non prese fuoco e colò a picco, permettendo a soli 3 uomini sui 500 del suo equipaggio di salvarsi.
Il bilancio sulle perdite è contrastante. Secondo alcuni la Royal Oak riuscì a portare in salvo solo una quindicina di mercantili. Le fonti francesi sono contrastanti in quanto Duguay-Trouin e de Forbin nelle rispettive memorie cercarono ognuno di amplificare il loro ruolo nella vicenda a danno dell'altro. Le perdite inglesi vengono stimate in 15 navi poiché Polak nella sua Bibliographie maritime française parla di 15 mercantili catturati. Jean-Claude Castex elenca anche lui il nome di 15 navi.
Navi coinvolte:

### Gran Bretagna (Richard Edwards)
- Cumberland 80 - catturata da Lys e Gloire
- Devonshire 80 - esplosa
- Royal Oak 76 - fuggita
- Chester 50, capitano John Balchen - catturata
- Ruby 50 - catturata

80 - 130 mercantili

### Francia
(lista parziale)
- Le Lys, 74 cannoni, capitaine Duguay-Trouin
- La Gloire, 38 cannoni, capitano La Jaille
- L'Achille, 64 cannoni, cavalier de Beauharnais
- Le Jason, 58 cannoni, cavaliere de Coursérac
- L'Amazone, 42 cannoni, capitano de Nesmond